# 椎柴村
椎柴村（しいしばむら）は、千葉県海上郡に存在した村。成田線椎柴駅、銚子市立椎柴小学校などにその名をとどめる。

## 地理
- 現在の銚子市の北西部（野尻町・小船木町・塚本町・忍町・猿田町）に位置する。
- 村は利根川の南岸に位置している。
- 村域は台地と平地が入り組む谷戸が多い地形になっている。

## 歴史
- 1889年（明治22年）4月1日 - 町村制施行に伴い、野尻村、小船木村、塚本村、忍村、猿田村が合併して海上郡椎芝村（しいしばむら）が発足。
- 1891年（明治24年）1月26日 - 椎芝村が椎柴村に改称。
- 1898年（明治31年）1月25日 - 総武鉄道に猿田駅が開業。
- 1907年（明治40年）9月1日 - 総武鉄道が国有化。
- 1933年（昭和8年）3月11日 - 成田線の笹川駅から松岸駅までの延伸に伴い椎柴駅が開業。
- 1954年（昭和29年）4月1日 - 椎柴村は船木村とともに銚子市に編入。同日椎柴村廃止。

| 1868年 以前 | 1868年 以前 | 明治22年 4月1日 | 明治24年 1月26日 | 昭和29年 4月1日 | 現在   |
| ----------- | ----------- | --------------- | ---------------- | --------------- | ------ |
|             | 野尻村      | 椎芝村          | 椎柴村 に改称    | 銚子市 に編入   | 銚子市 |
|             | 小船木村    | 椎芝村          | 椎柴村 に改称    | 銚子市 に編入   | 銚子市 |
|             | 塚本村      | 椎芝村          | 椎柴村 に改称    | 銚子市 に編入   | 銚子市 |
|             | 忍村        | 椎芝村          | 椎柴村 に改称    | 銚子市 に編入   | 銚子市 |
|             | 猿田村      | 椎芝村          | 椎柴村 に改称    | 銚子市 に編入   | 銚子市 |

## 人口・世帯

### 人口
総数 [単位： 人]
| 1891年（明治24年） | 2,433 |
| 1908年（明治41年） | 2,724 |
| 1920年（大正 9年） | 3,178 |

### 世帯
総数 [単位： 世帯]
| 1920年（大正 9年） | 566 |

## 教育施設

### 小学校
- 千葉県海上郡椎柴村立椎柴小学校（現・銚子市立椎柴小学校）
- 千葉県海上郡椎柴村立猿田小学校（現・銚子市立猿田小学校）

### 中学校
- 千葉県海上郡椎柴村立椎柴中学校（合併後船木中との統合を経て現・銚子市立第六中学校）

## 交通

### 鉄道
- 日本国有鉄道（ → 東日本旅客鉄道）
  - ■成田線
    - 椎柴駅

  - ■総武本線
    - 猿田駅